# Shikoku Railway Company

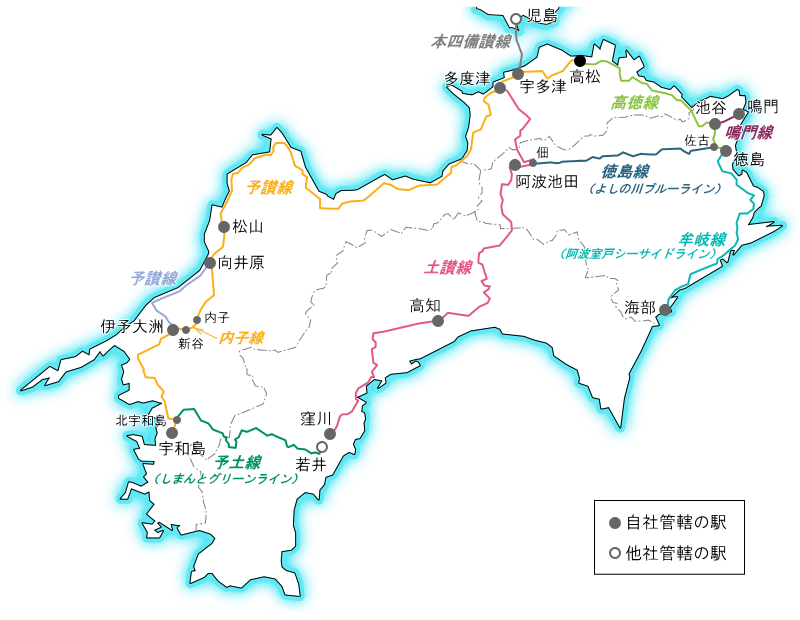
Rete di JR Shikoku

Shikoku Railway Company (四国旅客鉄道株式会社?, Shikoku Ryokaku Tetsudō Kabushiki-gaisha), comunemente chiamata JR Shikoku (JR四国?, Jei-āru Shikoku) è una compagnia ferroviaria giapponese facente parte del Japan Railways Group che conta circa 855 km di binari. Opera diversi servizi intercity nelle quattro prefetture dell'isola dello Shikoku e la sede principale è a Takamatsu.

## Linee
JR Shikoku gestisce 855,2 km di binari. A differenza delle altre compagnie JR, JR Shikoku ha cancellato la dicitura di "linea principale" dalle sue ferrovie. Prima della modifica, nel 1988, le linee Dosan, Kōtoku, Tokushima e Yosan erano linee principali. Ogni linea ha un colore e una lettera che la contraddistingue, così come un numero. Questo sistema è molto utilizzato nelle diverse metropolitane del Giappone, ma per quanto riguarda le ferrovie JR Shikoku è pioniere.
■ Linea Honshi-Bisan (-) (本四備讃線) Kojima - Udatsu
■ Linea Yosan (Y) (予讃線) Takamatsu — Matsuyama
■ Linea Uchiko (U) (内子線) Uchiko — Niiya e Niiya — Iyo-Ōzu
■ Linea Kōtoku (T) (高徳線) Takamatsu — Tokushima
■ Linea Dosan (D/K) (土讃線) Tadotsu — Kōchi
■ Linea Tokushima (B) (徳島線) Tsukuda — Sako
■ Linea Mugi (M) (牟岐線) Tokushima — Kaifu
■ Linea Naruto (N) (鳴門線) Ikenotani — Naruto
■ Linea Yodo (G) (予土線) Wakai — Kita-Uwajima

## Galleria d'immagini

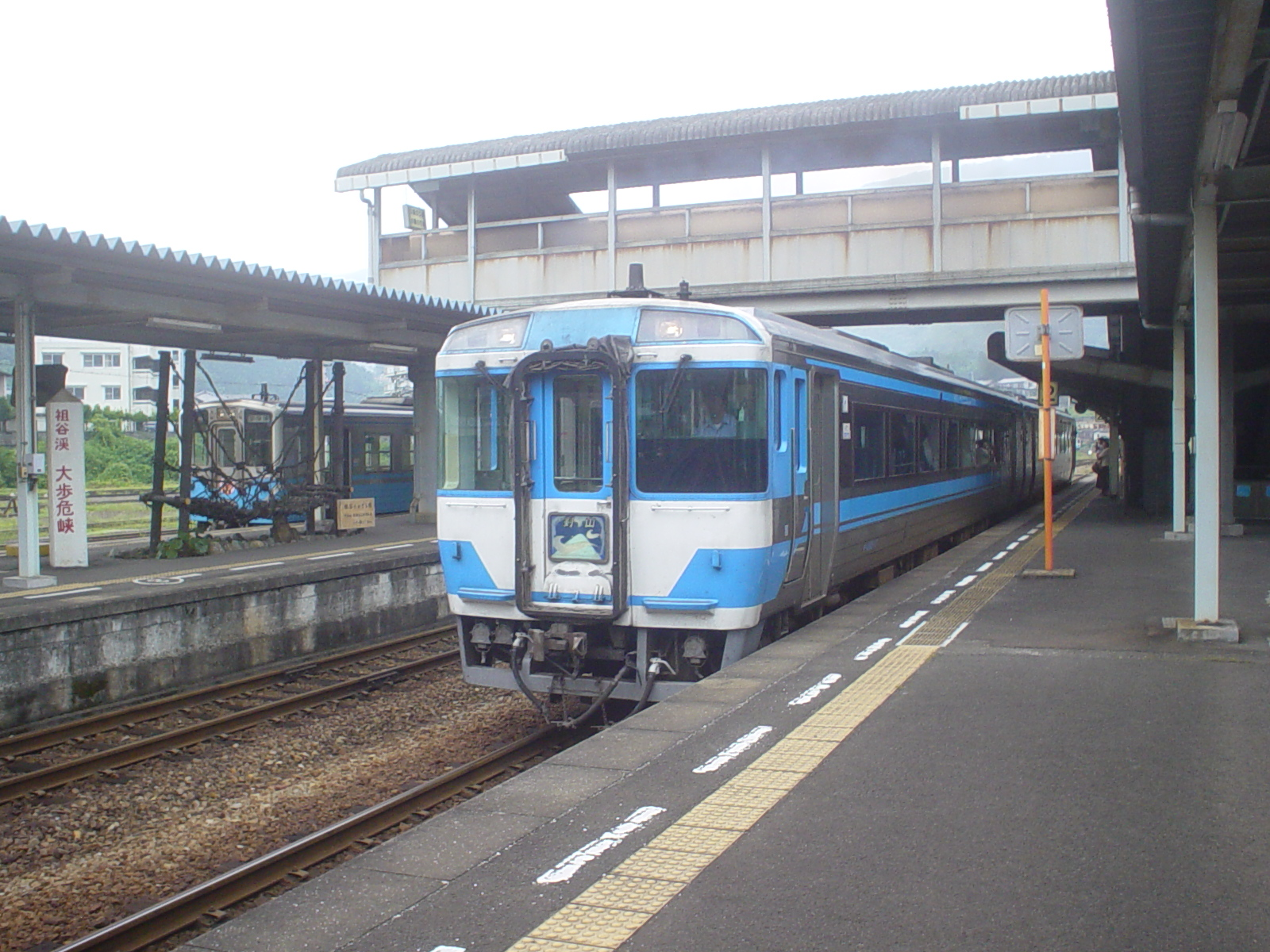
Serie 185 usata per i servizi espressi limitati
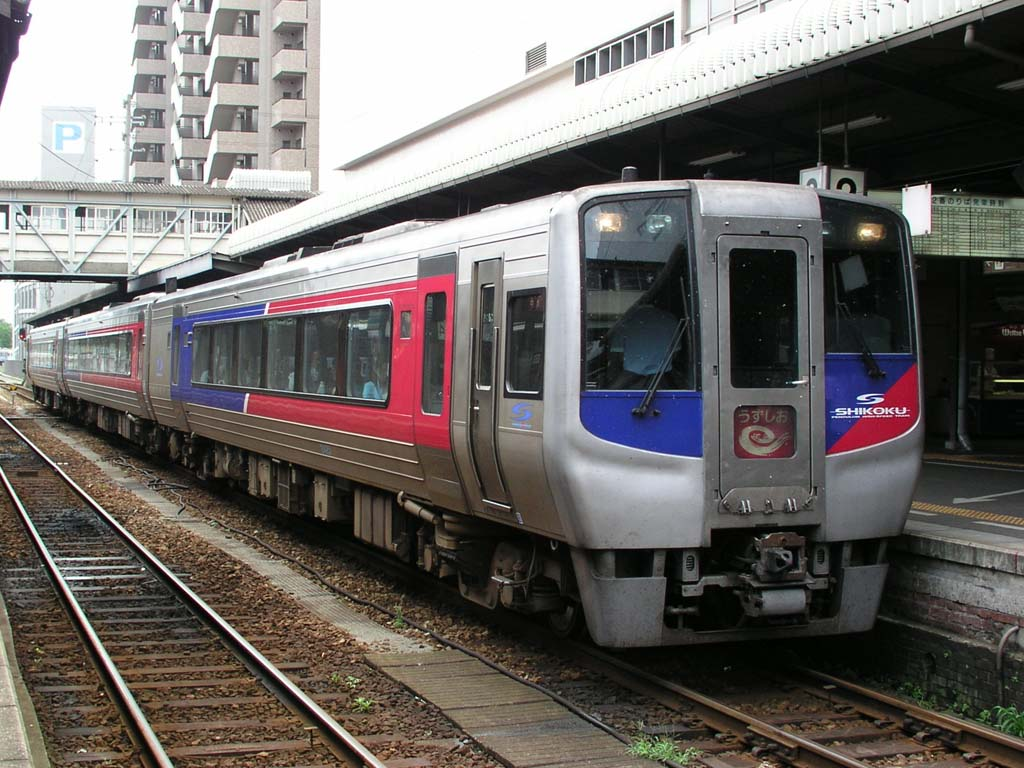
Serie 2000
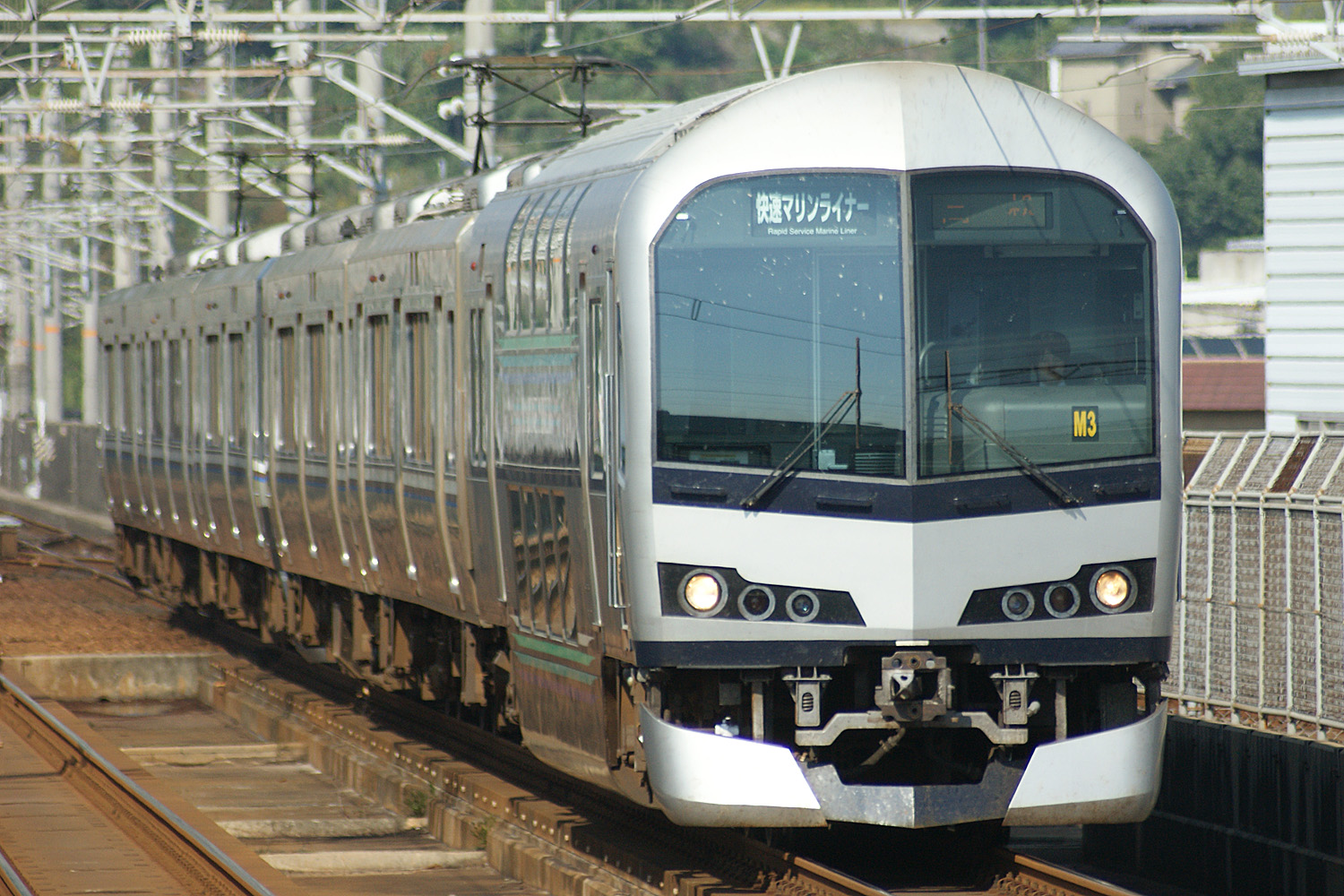
Serie 5000 per il servizio rapido Marine Liner
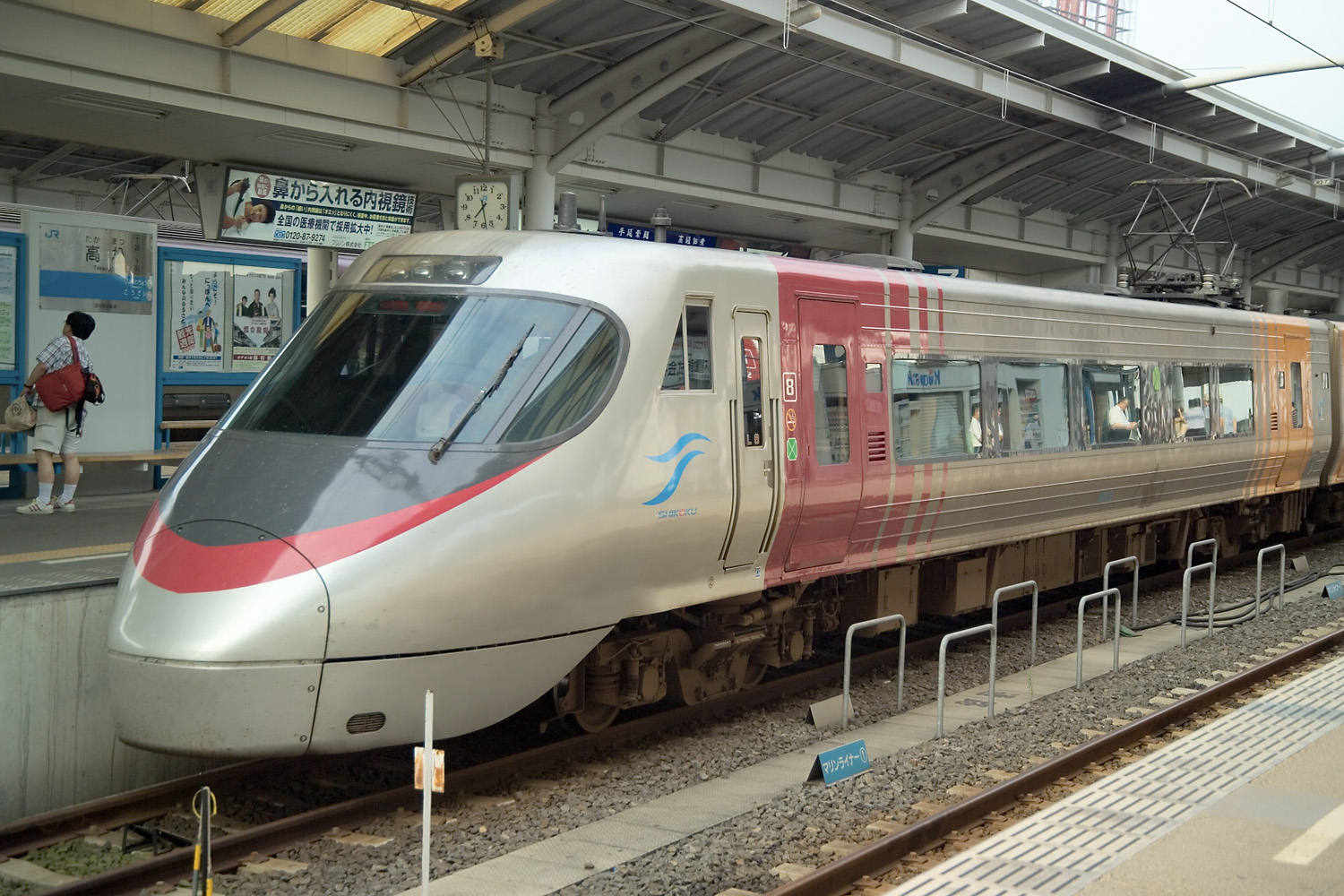
Serie 8000